# シオマネキング
シオマネキングは、仮面ライダーシリーズ第1作『仮面ライダー』に登場するショッカー怪人。
シオマネキをモチーフとする（シオマネキの特性を持つ）改造人間である。

## 『仮面ライダー』に登場するシオマネキング
特撮テレビドラマ『仮面ライダー』第72話・第73話に登場。
口から発火性の泡を吐く。左手はハサミになっている。水中移動にも長けている。
モスキラスの後を継ぎ、勝浦沖（紀伊半島の南沖合）の海底基地建設に従事するため、海底都市の専門家である坂井博士を誘拐する。坂井に協力を強要して拒否され、彼の妻子を襲ったところを滝和也に妨害され、続いて現れた本郷猛 / 仮面ライダー新1号と戦い、不利になって海中に逃走する。
その後、ホテルで再び坂井の妻子を襲い、助けに現れた滝もろとも捕らえる。地獄大使に命じられて滝を殺害しようとするが新1号に妨害され、坂井一家も一文字隼人に救出される。隼人も新2号に変身したことからダブルライダーとの戦いとなり、新1号のライダー返しを経てライダーダブルキックを受け、泡を吐き出しながら身体が溶けて炎上する。
- 声 - 沢りつお[1]
- スーツアクター - 佐藤巧[出典 8]
- 一般公募により考案された怪人だが、採用されたのはカニの怪人というコンセプトのみでデザインやネーミングはスタッフによるものである[出典 9]。造形デザインは高橋章[17][3]。
- 『仮面ライダーV3』では、第27話・第28話に登場。デストロンにより再生されたショッカー怪人の1体。スーツは『仮面ライダー』のものが使用されたが[18][19]、ベルトは通常のものに変更された[20]。

## 映画『仮面ライダー1号』に登場するシオマネキング
映画『仮面ライダー1号』にショッカーの怪人として登場。
地獄大使を復活させるため、ガニコウモルと毒トカゲ男と共にある少女を狙う。仮面ライダー1号と対戦し、ライダーキックで倒される際に「ショッカーに栄光あれえ」と言い残して爆死する。
- 声 - 関智一[21]

### 『動物戦隊ジュウオウジャー』に登場するシオマネキング
テレビ『動物戦隊ジュウオウジャー』第7話にショッカーの怪人として登場。
ジュウオウジャーや仮面ライダーゴーストと戦うシオマネキングに興味を持ったジニスによってナリアからコンティニューメダルを投入され、巨大化する。
- 声 - 関智一[22]
- 登場怪人は『1号』の3体（シオマネキング・毒トカゲ男・ガニコウモル）とジャガーマンが候補に挙がっていたが、ジャガーマンは『ジュウオウジャー』のジューマンと外見が被ることから却下され、海辺でのロケゆえにシオマネキングが選ばれた[23]。同話の脚本を担当した荒川稔久や監督の竹本昇は、シオマネキングが登場する理由や巨大化の理由付けなどにこだわっていたが、東映プロデューサーの宇都宮孝明には不要と断じられ、特に説明もなく地続きの世界観として描かれた[24][23]。

## 平成仮面ライダーシリーズに登場するシオマネキング
- 映画『仮面ライダーディケイド オールライダー対大ショッカー』では、大ショッカーの怪人として登場。ディケイド・ディエンド・モモタロスの俺たちの必殺技・ファイナルアタックバージョンをイカデビルと共に受けて倒される。
- 映画『オーズ・電王・オールライダー レッツゴー仮面ライダー』では、ショッカーの怪人として登場。1971年の時代で毒トカゲ男と共に少年仮面ライダー隊を追い詰めるが、2号のライダーキックを受けて倒される。
- 映画『平成ライダー対昭和ライダー 仮面ライダー大戦 feat.スーパー戦隊』では、地下帝国バダンの怪人として登場。
- 映画『スーパーヒーロー大戦GP 仮面ライダー3号』では、歴史改変によって世界征服を実現したショッカーの怪人として登場[25]。声は関智一が担当。

## その他の作品などに登場するシオマネキング
- KURE 5-56のテレビCMでは、「幻の大物篇」に登場[26][27]。漁船のウインチが錆びて動かなかったため、KURE 5-56を使用すると巻き揚げが始まり、海中のロープに引っかかっていたシオマネキングが揚げられる[26][27]。
- QTnetのウェブCMでは、「QT-GenAIで攻略篇」に登場[28][29]。奈多海岸にてショッカー戦闘員たちと共に現れ、駆けつけた1号を前にQTnetのビジネスマンを人質に取って反撃を封じるが、1号と共にQT-GenAIでショッカーの計画を予測済みだった2号にビジネスマンを救出されて形勢を逆転され、1号と2号のライダーダブルキックで撃破される[28][29]。
- ゲーム『スーパー鉄球ファイト!』では、海底ステージに登場。ダッシュして泡を吹いて攻撃する。
- ゲーム『ロストヒーローズ』では、ショッカー・キューブで登場。
- 2013年8月31日にさいたまスーパーアリーナにて開催されたファッションイベント「第17回東京ガールズコレクション 2013 AUTUMN/WINTER」では、1号からストロンガーまでの「栄光の7人ライダー」がCMに登場していたダイワハウスのプロモーションの一環として、ショッカー戦闘員たちと共に登壇[30]。アクションやコントを経てタレントの鈴木奈々を邪魔するが、駆けつけた「栄光の7人ライダー」に成敗される[30]。
- 2017年5月5日にグランドプリンスホテル新高輪の大宴会場「飛天」にて開催された文化放送のラジオ番組『東映公認 鈴村健一・神谷浩史の仮面ラジレンジャー』のイベント「ヒーロー宴2017」では、司会の鈴村や神谷、出演者たちによるトークやライブを経た終盤でカメバズーカと共にステージへ乱入して鈴村や神谷を圧倒するが、彼らや客席全員の大コールに応じて駆けつけた仮面ライダーエグゼイド（アクションゲーマー レベル2）やシシレッドに成敗される[31]。